# Frankfurt-West

Gliederung

Frankfurt-West (oft auch Ortsbezirk 6 oder Bezirk Höchst) ist ein Ortsbezirk von Frankfurt am Main.
Er grenzt im Süden an den Ortsbezirk Frankfurt-Süd, im Osten an die Ortsbezirke Frankfurt-Innenstadt I und Frankfurt-Innenstadt II und im Nordosten an den Ortsbezirk Frankfurt-Mitte-West. Die Ausdehnung reicht vom Vordertaunus bis in den Frankfurter Stadtwald. Mit Ausnahme von Schwanheim liegen alle Stadtteile im Bezirk rechtsmainisch.

## Infrastruktur
Mit über 130.000 Einwohnern ist er der größte Ortsbezirk in Frankfurt am Main. Das wirtschaftliche und kulturelle Zentrum bildet der Stadtteil Höchst. Der Kapellensaal des Bolongaropalastes ist Sitzungsort des Ortsbeirates.

### Öffentliche Sicherheit

#### Polizei
Das Gebiet des Bezirks West befindet sich vollständig in der Polizeidirektion Süd des Polizeipräsidiums Frankfurt. Allerdings befindet sich nur eines der drei zuständigen Reviere im Bezirk. Die Stadtteile Griesheim, Schwanheim und Teile von Nied werden von Polizeirevieren außerhalb des Bezirks betreut.
| Direktion Süd | Direktion Süd       | Direktion Süd | Direktion Süd                                                                      |
| ------------- | ------------------- | ------------- | ---------------------------------------------------------------------------------- |
| 10.           | Goldsteinstraße 126 | Niederrad     | Schwanhein                                                                         |
| 16.           | Frankenallee 365    | Gallus        | Griesheim, Nied (östlicher Teil)                                                   |
| 17.           | Gebeschusstraße 10  | Höchst        | Höchst, Nied (westlicher Teil), Sindlingen, Sossenheim, Unterliederbach, Zeilsheim |

#### Feuerwehr und Rettungsdienst
Im Bezirk befinden sich außerdem elf Feuer- und Rettungswachen der Feuerwehr Frankfurt am Main und angeschlossener Hilfsorganisationen sowie zwei Feuerwachen der Werkfeuerwehr des Industrieparks Höchst.
| Bereich 2     | Bereich 2                                     | Bereich 2                 | Bereich 2       | Bereich 2                               | Bereich 2 |
| ------------- | --------------------------------------------- | ------------------------- | --------------- | --------------------------------------- | --- |
| 28            | Feuerwehrhaus                                 | Zur Frankenfurt 200       | Schwanheim      | Freiwillige Feuerwehr Schwanheim        | 2 × LF, MTF, Lichtmastanhänger |
| Bereich 3     |                                               |                           |                 |                                         | |
| 3             | Feuer- und Rettungswache (Bezirkswache)       | Nieder Kirchweg 26        | Nied            | Berufsfeuerwehr, Malteser Hilfsdienst   | HLF, DLK, KdoW C-Dienst, AB-Sonderlöschmittel, 2 × WLF, Boot, 2 Schicht-RTW, 1 Tagdienst-RTW, Baby-Notarztwagen, der Infektions-/und Schwerlast-RTW „Sonderrettungswagen“ (S-RTW), Z-RTW |
| 30            | Feuer- und Rettungswache (Bereichswache)      | Westerbachstraße 175      | Sossenheim      | Berufsfeuerwehr, Deutsches Rotes Kreuz  | HLF, DLK, GTLF 10, Kranwagen, Rüstwagen, 2 Schicht-RTW |
| 31            | Feuerwache (Bereichswache)                    | Pfaffenwiese 318          | Zeilsheim       | Berufsfeuerwehr                         | HLF, ELW 2, GW-IuK |
| 31            | Rettungswache (in der Nähe der Feuerwache 31) | Silostraße 23             | Unterliederbach | Arbeiter-Samariter-Bund                 | 1 Schicht-RTW und 1 Tagdienst-RTW |
| 33            | Feuerwehrhaus                                 | Jungmannstraße 4–6        | Griesheim       | Freiwillige Feuerwehr Griesheim         | 2 × LF, MTF |
| 34            | Feuerwehrhaus                                 | Dürkheimer Straße 1       | Nied            | Freiwillige Feuerwehr Nied              | 2 × LF, MTF |
| 35            | Feuerwehrhaus                                 | Palleskestraße 36         | Höchst          | Freiwillige Feuerwehr Höchst            | 2 × LF, MTF, WLF, AB Hygiene, AB Aufenthalt, Wassermobil, Anhänger Rollrutsche |
| 36            | Feuerwehrhaus                                 | Heimchenweg 8a            | Unterliederbach | Freiwillige Feuerwehr Unterliederbach   | 2 × LF, MTF |
| 37            | Feuerwehrhaus                                 | Klosterhofstraße 38       | Zeilsheim       | Freiwillige Feuerwehr Zeilsheim         | 2 × LF, MTF |
| 38            | Feuerwehrhaus                                 | Hoechster-Farben-Straße 4 | Sindlingen      | Freiwillige Feuerwehr Sindlingen        | 2 × LF, MTF, Bootsanhänger |
| 38            | Feuerwehrhaus                                 | Sossenheimer Riedstraße 2 | Sossenheim      | Freiwillige Feuerwehr Sossenheim        | 2 × LF, MTF |
| Werkfeuerwehr |                                               |                           |                 |                                         | |
| Nord          | Werkfeuerwehr                                 | Industriepark Höchst      | Höchst          | Werkfeuerwehr des Industrieparks Höchst | |
| Süd           | Werkfeuerwehr                                 | Industriepark Höchst      | Schwanheim      | Werkfeuerwehr des Industrieparks Höchst | |

### Wirtschaft
Der Schwerpunkt der Industrie in Frankfurt befindet sich im Bezirk West. Sowohl der Industriepark Höchst als auch der Industriepark Griesheim befinden sich dort. Der Dienstleistungssektor nimmt eine zunehmende Bedeutung im Bezirk ein. Neben zahlreichen Standorten des Einzelhandels ist vor allem der südliche Industriepark Höchst zu einem bedeutenden Zentrum geworden. Daneben existiert noch ein größeres Gewerbegebiet im Norden von Sossenheim.

### Verkehr

ÖPNV-Plan für Frankfurt-West

Hauptverkehrsachse sind die A 66 für den PKW- und die Taunus- sowie die Main-Lahn-Bahn für den Bahnverkehr. Weitere wichtige Straßen sind die Mainzer Landstraße und die Höchster Südumgehung (B 40/B 40A) in Ost-West-Richtung und die Königsteiner Straße in Nord-Süd-Richtung.
Am Bahnhof Frankfurt-Höchst verkehren neben der Taunus-Eisenbahn und der Main-Lahn-Bahn noch die Sodener Bahn und die Königsteiner Bahn. Weitere Bahnhöfe und Haltepunkte im Bezirk sind Griesheim Bf, Nied, Farbwerke, Sindlingen, Sossenheim, Unterliederbach und Zeilsheim. Im Nahverkehr ist der östliche Teil des Ortsbezirks durch die Straßenbahnlinien 11 und 21 entlang der Mainzer Landstraße sowie durch die 12 am Schwanheimer Waldrand angebunden. Den Omnibusverkehr im gesamten Bezirksgebiet übernehmen die Linien, die mit 5 beginnen (50, 51, 52, X53, 53, 54, M55, 56, 57, X58, 58 und 59).

## Politik

### Ortsbeirat
Der Ortsbezirk Frankfurt-West wählt den Frankfurter Ortsbeirat 6. Der Ortsbeirat hat aufgrund der Größe des Ortsbezirks von mehr als 8000 Einwohnern 19 Sitze. Ortsvorsteherin ist Susanne Serke (CDU).
|  | Ortsbeiratswahl vom 14. März 2021(Stimmen in %) %3020100 28,621,218,78,27,54,92,32,21,7n. k.4,8 CDUSPDGrüneLinkeAfDFDPBFFgPARTEIFWREPSonst.kGewinne und Verlusteim Vergleich zu 2016 %p 8 6 4 2 0 −2 −4 −6 −8−2,1−6,3+7,8−0,3+7,5−1,2−4,1+2,2−0,8−5,8+4,8CDUSPDGrüneLinkeAfDFDPBFFPARTEIFWREPSonst.Anmerkungen:g Bürger für Frankfurtk Frankfurt-West: 1,9 %; BIG: 1,8 %; FW: 1,7 %; Volt: 1,1 % | Sitzverteilung im Ortsbeirat West 2021Insgesamt 19 Sitze - Linke: 2 - SPD: 4 - Grüne: 4 - CDU: 6 - FDP: 1 - BFF: 1 - AfD: 1 |

Stimmenanteile der Parteien in Prozent
| Jahr   | Wbt.  | CDU  | SPD  | Grüne | Linke | BFF | FDP | REP | AfD |
| ------ | ----- | ---- | ---- | ----- | ----- | --- | --- | --- | --- |
| 1997   | k. A. | 38,0 | 34,8 | 11,0  |       | 1,4 | 2,4 | 9,9 |     |
| 2001   | 42,2  | 45,2 | 36,0 | 9,3   | 1,0   | 1,6 | 2,7 | 4,2 |     |
| 120061 | 35,0  | 41,3 | 29,9 | 10,0  | 5,7   | 2,7 | 4,9 | 2,6 |     |
| 220112 | 35,5  | 35,4 | 27,4 | 17,3  | 5,4   | 4,7 | 3,0 | 3,1 |     |
| 320163 | 31,6  | 30,7 | 27,5 | 10,9  | 8,5   | 6,4 | 6,1 | 5,8 |     |
| 420214 | 35,5  | 28,6 | 21,2 | 18,7  | 8,2   | 2,3 | 4,9 |     | 7,5 |

Sitzverteilung
| Jahr | Gesamt | CDU | SPD | Grüne | Linke | BFF | FDP | REP | FW | AfD |
| ---- | ------ | --- | --- | ----- | ----- | --- | --- | --- | -- | --- |
| 1997 | 19     | 8   | 7   | 2     |       |     |     | 2   |    |     |
| 2001 | 19     | 9   | 7   | 2     |       |     |     | 1   |    |     |
| 2006 | 19     | 8   | 6   | 2     | 1     | 1   | 1   |     |    |     |
| 2011 | 19     | 7   | 5   | 3     | 1     | 1   | 1   | 1   |    |     |
| 2016 | 19     | 6   | 5   | 2     | 2     | 1   | 1   | 1   | 1  |     |
| 2021 | 19     | 6   | 4   | 4     | 2     | 1   | 1   |     |    | 1   |

Fußnoten
1 2006: zusätzlich: NPD: 2,0 %

2 2011: zusätzlich: Piraten: 2,0 %

3 2016: zusätzlich: FW: 2,5 %

4 2021: zusätzlich: PARTEI: 2,2 %; Frankfurt-West: 1,9 %; BIG: 1,8 %; FW: 1,7 %; Volt: 1,1 %

### Bundestags- und Landtagswahlkreise
Bei Bundestagswahlen befindet sich der Ortsbezirk in zwei Bundestagswahlkreisen: Der größte und nordmainische Teil des Ortsbezirks befindet sich in Frankfurt am Main I, während der Stadtteil Schwanheim Frankfurt am Main II angehört.
Bei Landtagswahlen ist der Ortsbezirk ebenfalls zweigeteilt: Der größte Teil des Ortsbezirks gehört Frankfurt am Main I an, der Stadtbezirk 532 (Goldstein-West, Teil des Stadtteils Schwanheim) gehört Frankfurt am Main IV an.

### Sonderstellung
Die westlichen Stadtteile von Frankfurt genießen innerhalb der Stadt eine Sonderstellung, die auf den Eingemeindungsvertrag vom 1. April 1928 zurückgehen. Zunächst wurde in Frankfurt-Höchst eine Bezirksverwaltung eingerichtet, die den Stadtteilen eine relativ selbstständige Verwaltung garantierte. Diese wurde nach dem Zweiten Weltkrieg aufgelöst. Seitdem existiert im Magistrat ein eigenes Dezernat für die Angelegenheiten der westlichen Stadtteile. Es wird seit 1966 vom jeweiligen Oberbürgermeister von Frankfurt geleitet.
Insbesondere ältere Generationen benutzen heute noch die Redewendung „nach Frankfurt fahren“, obwohl Frankfurt (Main) Hauptbahnhof in weniger als 10 Minuten aus Höchst mit der S-Bahn zu erreichen ist. Die historische Zugehörigkeit zu Wiesbaden und Nassau zeigt sich heute u. a. darin, dass Fußballvereine aus dem Frankfurter Westen unterhalb der Hessenliga immer der Region Wiesbaden zugeordnet werden und damit teils lange Auswärtsfahrten auf sich nehmen müssen und nicht gegen andere Frankfurter Teams antreten. Mit Ausnahme von Schwanheim haben zudem alle West-Stadtteile eine 65xxx- statt einer 60xxx-Postleitzahl.

## Herausragende Bauwerke
- Bahnhof Frankfurt-Höchst
- Ballsporthalle Frankfurt am Main
- Bolongaropalast
- Eisenbahnersiedlung in Nied
- Höchster Schloss
- Jahrhunderthalle
- Justinuskirche
- Kolonie
- Verkehrsmuseum Frankfurt am Main

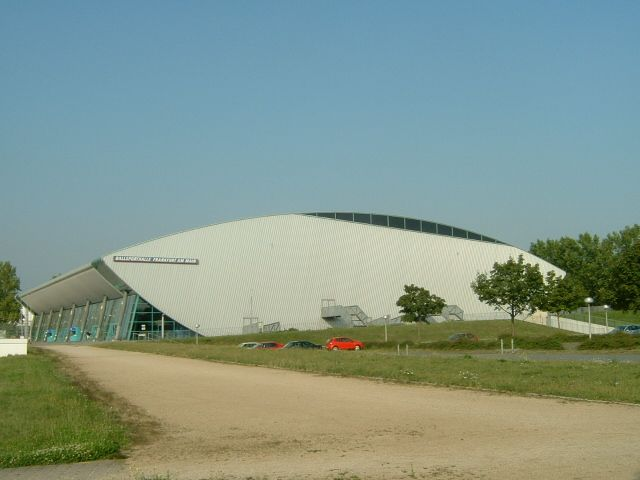
Ballsporthalle in Unterliederbach

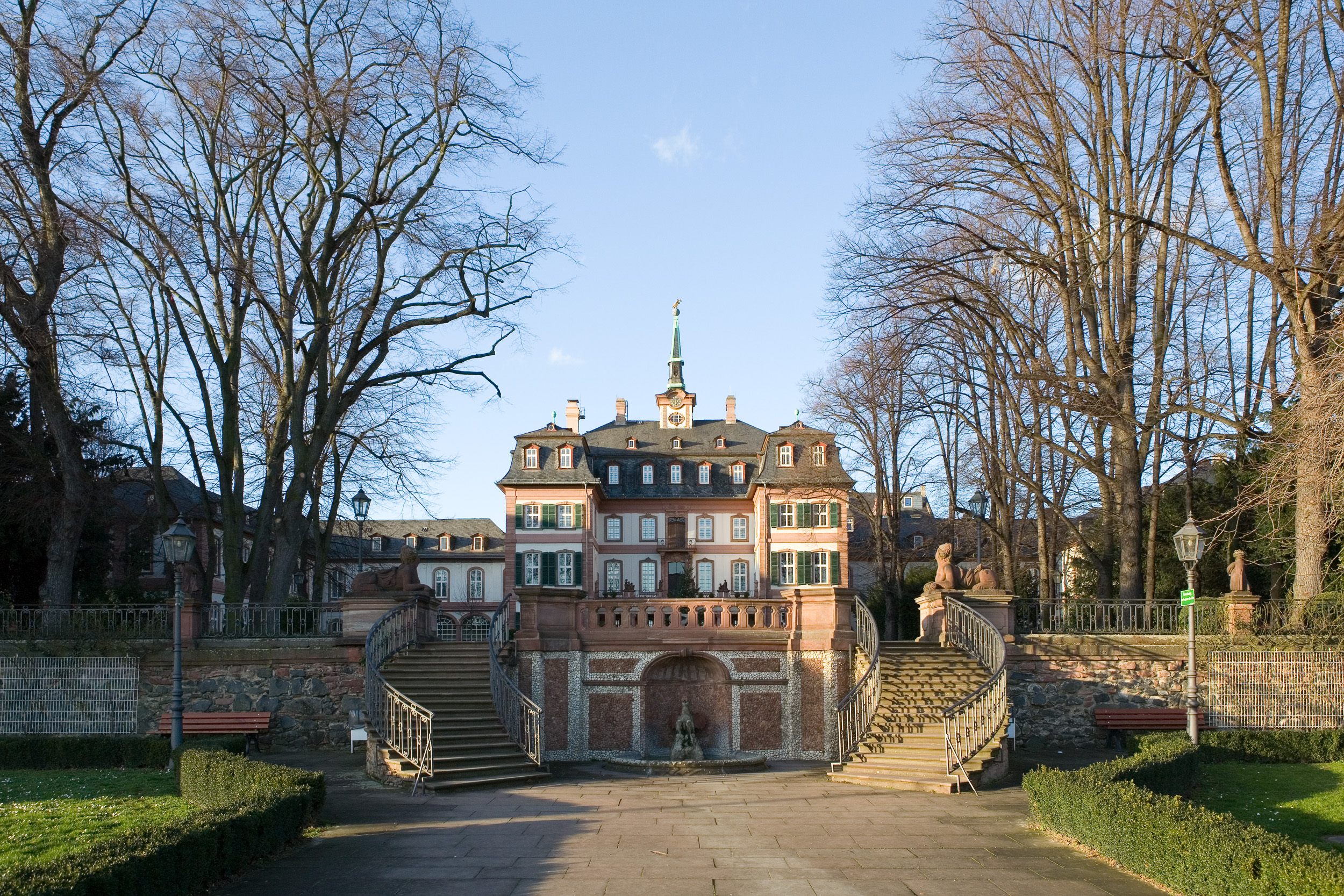
Bolongaropalast in Höchst

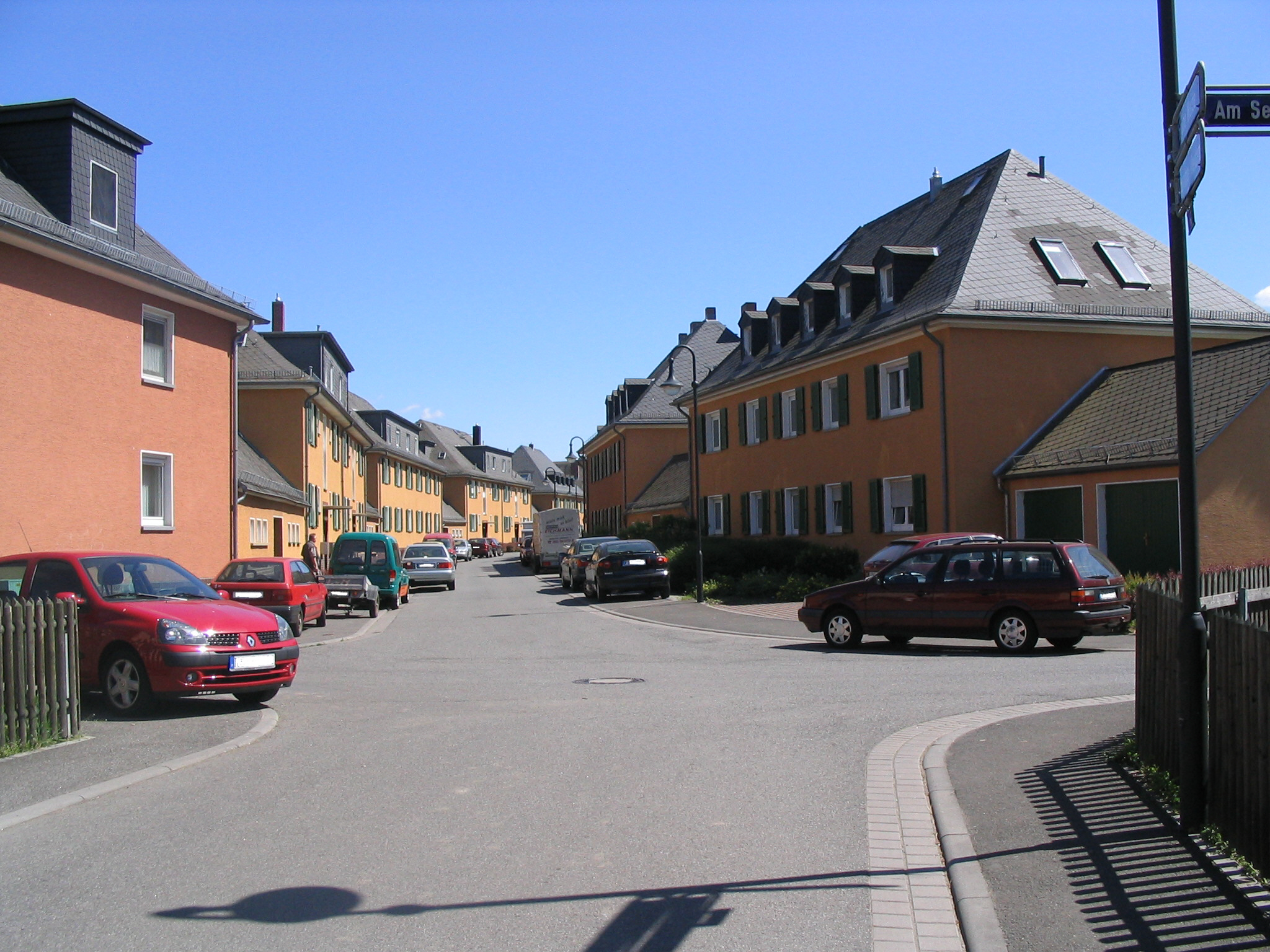
Eisenbahnersiedlung in Nied

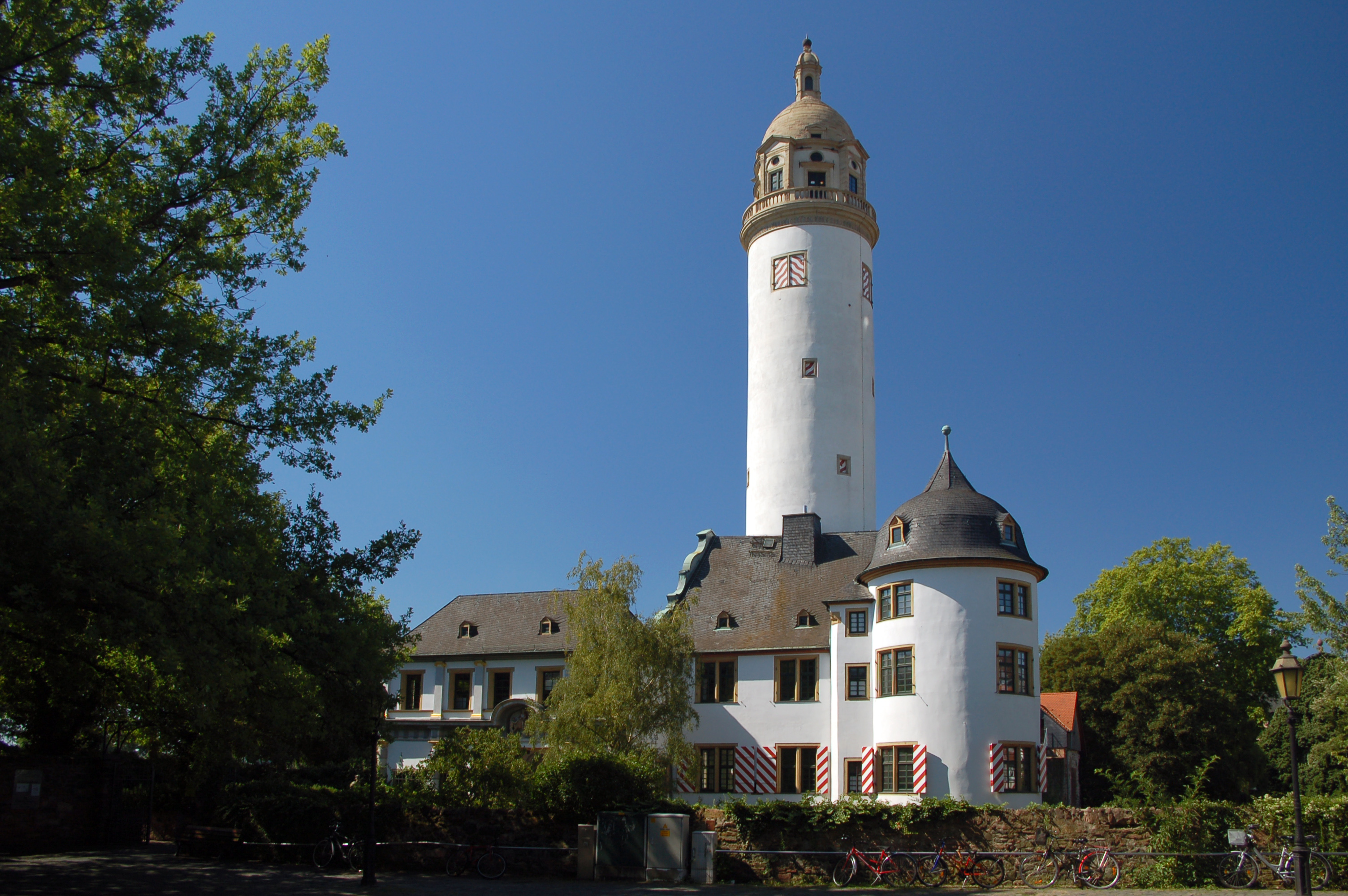
Höchster Schloss

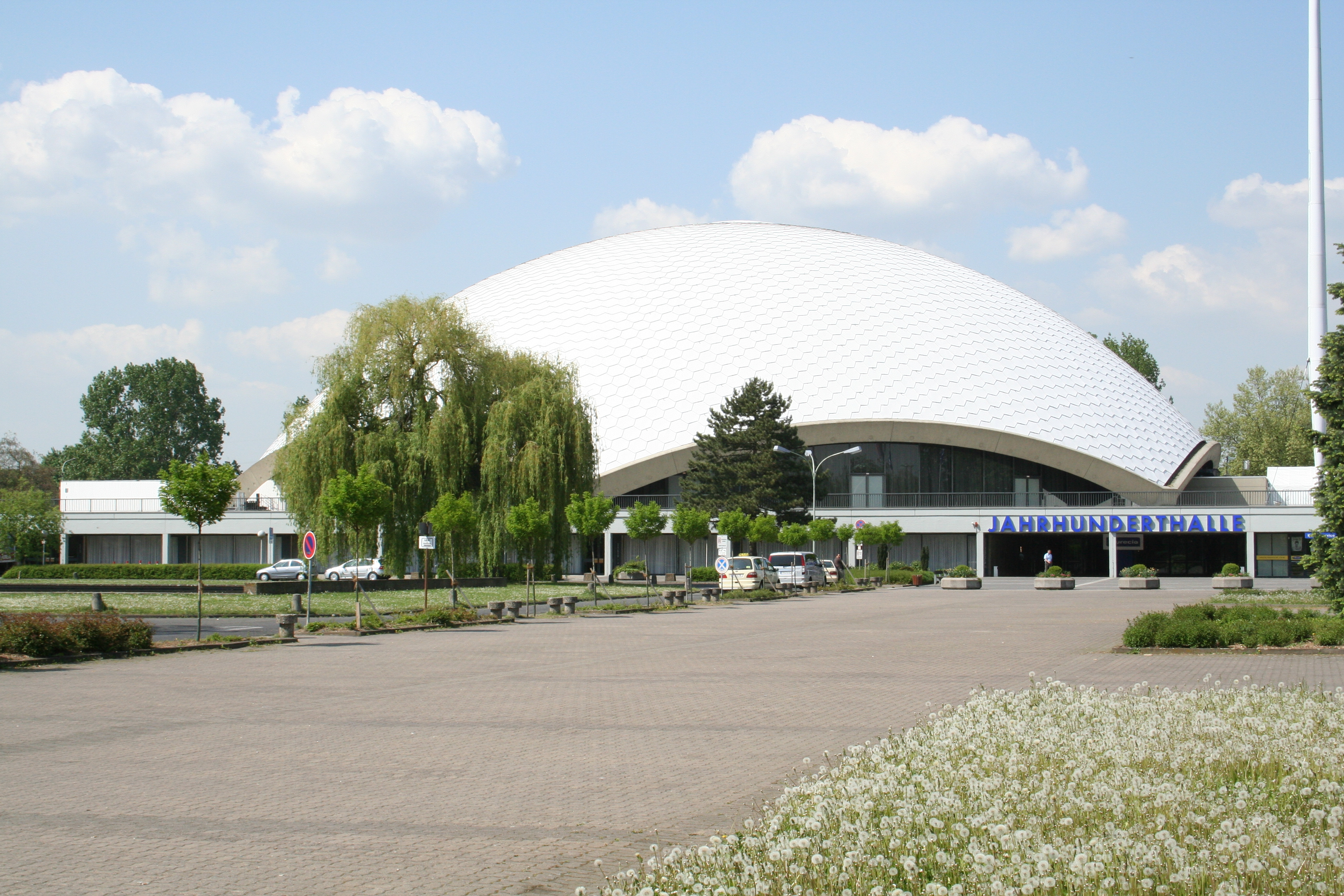
Jahrhunderthalle in Unterliederbach

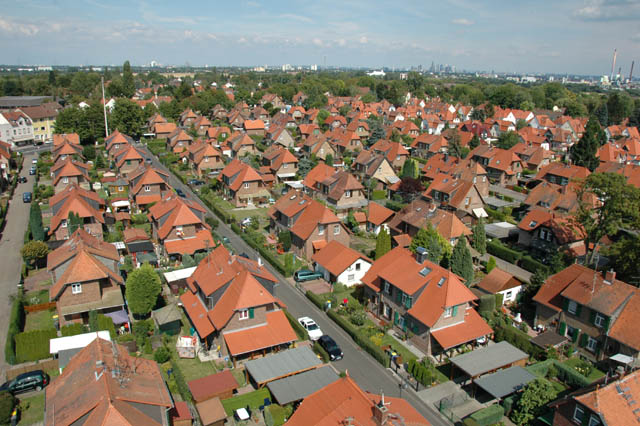
Kolonie in Zeilsheim

- Technisches Verwaltungsgebäude der Hoechst AG
- Haus Sindlingen, Prozessort gegen Mitglieder der Rote Armee Fraktion
- Villa Meister

## Gliederung
| Nr              | Name                  | Fläche     | Bevölkerung | Bevölkerung | Anmerkung                                                                                                |
| Nr              | Name                  | Fläche     | absolut     | Dichte      | Anmerkung                                                                                                |
| Schwanheim      | Schwanheim            | Schwanheim | Schwanheim  | Schwanheim  | Schwanheim                                                                                               |
| --------------- | --------------------- | ---------- | ----------- | ----------- | --- |
| 531             | Schwanheim            | 10,6       | 8.919       | 843         | Inkl. südlicher Industriepark Höchst                                                                     |
| 532             | Goldstein-West        | 1,8        | 11.243      | 6.246       | Siedlung Goldstein                                                                                       |
| Griesheim       |                       |            |             |             | |
| 541             | Griesheim-Ost         | 0,6        | 5.253       | 8.755       | |
| 542             | Griesheim-Ost         | 1,8        | 7.604       | 4.224       | Inkl. Eberhard-Wildermuth-Siedlung                                                                       |
| 551             | Griesheim-West        | 1,3        | 3.278       | 2.522       | Inkl. Industriepark Griesheim                                                                            |
| 552             | Griesheim-West        | 1,3        | 6.513       | 5.010       | |
| Nied            |                       |            |             |             | |
| 561             | Nied-Süd              | 1,4        | 9.952       | 7.109       | |
| 562             | Nied-Nord             | 2,2        | 7.877       | 3.580       | Inkl. Eisenbahnersiedlung                                                                                |
| Höchst          |                       |            |             |             | |
| 570             | Höchst-West           | 0,6        | 6.458       | 10.763      | Inkl. Höchster Oberfeld                                                                                  |
| 580             | Höchst-Ost            | 1,3        | 3.739       | 2.876       | Inkl. Höchster Altstadt und Höchster Neustadt                                                            |
| 591             | Höchst-Süd            | 0,4        | 3.691       | 1.367       | Inkl. Höchster Innenstadt                                                                                |
| 592             | Höchst-Süd            | 2,3        | 3.691       | 1.367       | Nördlicher Industriepark Höchst                                                                          |
| Sindlingen      |                       |            |             |             | |
| 601             | Sindlingen-Süd        | 3,0        | 5.159       | 1.720       | |
| 602             | Sindlingen-Nord       | 1,0        | 3.873       | 3.873       | Inkl. Ferdinand-Hofmann-Siedlung                                                                         |
| Zeilsheim       |                       |            |             |             | |
| 604             | Zeilsheim-Ost         | 1,2        | 2.106       | 1.755       | Inkl. Siedlung Friedenau                                                                                 |
| 611             | Zeilsheim-Süd         | 2,5        | 4.457       | 1.783       | Inkl. Kolonie                                                                                            |
| 612             | Zeilsheim-Nord        | 1,8        | 5.421       | 3.012       | Inkl. Siedlung Taunusblick                                                                               |
| Unterliederbach |                       |            |             |             | |
| 621             | Unterliederbach-Mitte | 2,3        | 7.513       | 3.267       | |
| 622             | Unterliederbach-Ost   | 1,0        | 6.571       | 6.571       | |
| 623             | Unterliederbach-West  | 2,7        | 266         | 99          | Silogebiet                                                                                               |
| Sossenheim      |                       |            |             |             | |
| 631             | Sossenheim-West       | 1,9        | 8.367       | 4.404       | Inkl. Henri-Dunant-Siedlung                                                                              |
| 632             | Sossenheim-Ost        | 4,0        | 7.486       | 1.872       | Inkl. Carl-Sonnenschein-Siedlung, Otto-Brenner-Siedlung, Robert-Dissmann-Siedlung und Westerbachsiedlung |